# Onthophagus egurianus
Onthophagus egurianus är en skalbaggsart som beskrevs av Matsumura 1938. Onthophagus egurianus ingår i släktet Onthophagus och familjen bladhorningar. Inga underarter finns listade i Catalogue of Life.